# Home TV
Home TV – polska stacja telewizyjna o urządzaniu domów i ogrodów. W latach 2010–2016 stacja poświęcona była tematyce rolnictwa, spędzania wolnego czasu i życia poza miastem.

## Historia
Stacja rozpoczęła testy 30 sierpnia 2010 roku, a z regularną emisją ruszyła 19 grudnia 2010. Emitowała programy informacyjne z rynku rolniczego, ceny w skupach, kursy walut, informacje pogodowe, magazyny dotyczące unowocześnienia gospodarstwa rolnego, wykładni przepisów prawa unijnego, plany ministerstw, porady prawne, informacje z regionów oraz muzykę taneczną, a także magazyny o koniach arabskich czy golfie. Później w ramówce kanału emitowane były również programy rozrywkowe, kulinarne, edukacyjne, o łowiectwie, myślistwie, wędkarstwie, dla odbiorców zawodowo lub hobbystycznie związanych z rolnictwem.
Właścicielem kanału była TVR sp. z o.o. 1 lipca 2013 roku została uruchomiona wersja wysokiej rozdzielczości stacji, której program jest tożsamy z wersją podstawową SDTV.
W grudniu 2016 roku firma Michał Winnicki Entertainment została większościowym udziałowcem (51%) w spółce Nova Media, dotychczasowego właściciela kanału TVR. 22 grudnia 2016 stacja otrzymała nowe logo, a 24 grudnia 2016 został zmieniony charakter stacji na familijny, skierowany do widzów miejskich. Uruchomiono nową ramówkę stacji, w której rozpoczęto emisję seriali animowanych, programów rozrywkowych oraz dokumentalnych.
W sierpniu 2017 r. prokuratura postawiła trzem byłym członkom zarządu TVR zarzuty prania brudnych pieniędzy i wyłudzenia środków ze SKOK Wołomin.
Latem 2020 pojawiły się plany o zmianie nazwy z TVR na Home TV, do której nie doszło.
Kanał TVR nadawał do 30 listopada 2020. Dzień później został zastąpiony przez Home TV.                                                                                       

## Odbieranie i przekaz
Przekaz kanału dostępny jest w formacie obrazu 16:9 i ścieżką dźwiękową Dolby Digital 2.0. Od samego początku emisji sygnał kanału był dostępny z satelity Hot Bird. W dniu uruchomienia stacji w HDTV jednocześnie bezpłatnie udostępniono przekaz dla indywidualnych odbiorców przez satelitę. Do końca lipca 2013 kanał satelitarnie nadawał w dwóch jakościach SDTV i HDTV, później pozostał tylko w wysokiej rozdzielczości. Była to pierwsza polskojęzyczna stacja HDTV nadawana satelitarnie FTA. Od 25 sierpnia 2014 roku do 31 marca 2019 roku kanał nie był dostępny z satelity. Stacja nadaje w sieciach kablowych, IPTV i usłudze Videostar. Od 1 kwietnia 2019 roku kanał jest dostępny na platformie satelitarnej Platforma Canal+ na pozycji 230 w wersji SD. 25 czerwca 2019 roku kanał rozpoczął nadawanie na multipleksie lokalnym MUX-L4 naziemnej telewizji cyfrowej we Wrocławiu, od 4 lipca 2019 roku kanał rozpoczął nadawanie na multipleksie lokalnym testowanym w Szczecinie.
Dnia 2.10.2019 razem z Nuta TV, Power TV i TO.TV kanał trafił na MUX L3 dostępny w Łódzkiem i na Śląsku. Tego samego dnia kanał TVC (wtedy NTL) trafił z inicjatywy nowego właściciela, Michała Winnickiego na MUX L4 i MUX testowy w Szczecinie.